# Apex Only One
Apex Only One（エイペックス オンリー ワン）は、福岡県大野城市に本部を置く、高校受験を専門とする学習塾である。
大野城市と筑紫野市にそれぞれ1校ずつ展開している。
社名であるApexとは、Attack with Powers & Eagerness for X （学力・気力と熱意をもって、未知に向かって頂点を目指す）の頭文字をとっている。
沿革
2002年（平成14年）
- 2月21日 有限会社Apex Only Oneとして設立。同時に美しが丘校を開校。
- 12月　白木原校を開校。本部機能を白木原校内に移転。

2006年（平成18年）5月21日 株式会社に改組。